# Diva (Lied)
Diva (hebräisch דיווה) ist ein hebräischsprachiges Lied, das von Dana International interpretiert wurde. Die Musik stammt von Svika Pick, den Text schrieb Joav Ginai. Mit dem Lied gewann Israel den Eurovision Song Contest 1998, was den dritten Sieg für das Land bedeutete. Zum ersten Mal beim Wettbewerb vertrat eine transsexuelle Person ein Land, außerdem war es der erste Siegertitel, der mit Halbplayback aufgeführt wurde.

## Hintergrund und Produktion
Dana International nahm bereits an der israelischen Vorentscheidung zum Eurovision Song Contest 1995 teil und belegte den zweiten Platz. Für den Wettbewerb 1998 wurde sie von der Israeli Public Broadcasting Corporation ausgewählt, ihr Land in Birmingham zu vertreten.
Joav Ginai schrieb bereits zwei Jahre zuvor einen ersten Entwurf des Textes in einem Taxi in New York. Den Text reichte er an Offer Nissim und Shai Weinbaum weiter, um einen geeigneten Komponisten zu finden. Da ihn keine weitere Antwort erreichte, leitete Ginai den Text an Svika Pick weiter, die eine erste Fassung komponierte. Der Titel wurde unter der Leitung von Offer Nissim produziert und kurz vor der Einreichungsfrist fertiggestellt.

## Inhalt
Der Dance-Titel handelt von wichtigen Frauen und Göttinnen der Weltgeschichte und Mythologie, wie etwa Victoria, Kleopatra VII. und Aphrodite.

## Beim Eurovision Song Contest
Dana International trat am 9. Mai 1998 beim Eurovision Song Contest als Achte von 25 Teilnehmern auf. Israel gewann den Wettbewerb mit 172 Punkten, wobei es jeweils die Höchstpunktzahl von Frankreich, Malta und Portugal erhielt. Aus Kroatien, der Slowakei und Ungarn erhielt das Land keine Punkte. Das Kostüm, das Dana International bei der Wiederholung ihres Siegertitels trug, wurde von Jean Paul Gaultier entworfen.

## Rechtsstreitigkeiten
Das Lied war Ausgangspunkt mehrerer gerichtlicher Auseinandersetzungen. Der Arrangeur Alon Levin verklagte Svika Pick, da sein Name als Arrangeur nicht genannt wurde, sondern allein der Name Picks. Sie wurde 2006 zu Schadenersatz verurteilt. Ende 2020 reichten Ginai und Dana International Klage ein, weil sie ihre Rechte verletzt sahen, nachdem SodaStream anlässlich des Eurovision Song Contest 2019 eine Sonderedition ihrer Gaskartuschen herausgebracht haben soll, die das Federkleid Dana Internationals zeigten, sowie den Aufdruck Diva.

## Rezeption

### Chartplatzierungen
| ChartsChartplatzierungen     | Höchstplatzierung | Wochen |
| ---------------------------- | ----------------- | ------ |
| Deutschland (GfK)            | 47 (9 Wo.)        | 9      |
| Österreich (Ö3)              | 37 (3 Wo.)        | 3      |
| Schweiz (IFPI)               | 15 (13 Wo.)       | 13     |
| Vereinigtes Königreich (OCC) | 11 (6 Wo.)        | 6      |

### Auszeichnungen für Musikverkäufe
| Land/Region    | Auszeichnungen für Musikverkäufe (Land/Region, Auszeichnung, Verkäufe) | Verkäufe |
| -------------- | ---------------------------------------------------------------------- | -------- |
| Belgien (BRMA) | Gold                                                                   | 25.000   |
| Insgesamt      | 1× Gold ·                                                              | 25.000   |